# Valkyria Chronicles 3
Senjō no Valkyria 3: crónicas no grabadas, comúnmente conocido como Valkyria Chronicles 3 fuera de Japón, es un videojuego de rol táctico codesarrollado por Sega y Media Vision para la PlayStation Portable. Lanzado en enero de 2011 en Japón, es el tercer juego de la serie Valkyria Chronicles. Empleando la misma fusión de juego táctico y en tiempo real que sus predecesores, la historia funciona en paralelo a la del primer juego y sigue a "Los Sin Nombre", una unidad militar penal al servicio de la nación de Gallia durante la Segunda Guerra Europea que realiza operaciones encubiertas.
El juego comenzó a desarrollarse en 2010 y se utilizó una gran parte del trabajo realizado en Valkyria Chronicles 2. Si bien conservó las características estándares de la serie, también se sometió a múltiples ajustes, como hacer que el juego fuera más indulgente para los recién llegados a la serie. La diseñadora de personajes Raita Honjou y el compositor Hitoshi Sakimoto regresaron de entregas anteriores, junto con el director de Valkyria Chronicles 2, Takeshi Ozawa. Del guion se encargó un gran equipo de escritores. El tema de apertura del juego lo cantó May'n.
Alcanzó buenas ventas en Japón y fue elogiado por críticos japoneses y occidentales. Después del lanzamiento, llegó el contenido descargable, junto con una edición ampliada en noviembre del mismo año. También fue adaptado a un manga y a una serie de animación originalmente para vídeo. Debido a las bajas ventas de Valkyria Chronicles 2, no podía encontrarse Valkyria Chronicles 3, pero en 2014 se lanzó una traducción de aficionados compatible con la edición ampliada del juego. Media Vision volvería a recuperar la franquicia con el lanzamiento en 2016 de Valkyria Revolution, y con una secuela, Valkyria Chronicles 4, que se lanzó en todo el mundo en 2018.

## Juego
Al igual que con los anteriores juegos de Valkyria Chronicles, Valkyria Chronicles 3 es un juego de rol táctico donde los jugadores toman el control de una unidad militar y participan en misiones contra las fuerzas enemigas. Las historias se cuentan mediante viñetas como en los cómics con retratos de personajes animados, personajes que hablan en parte a través de bocadillos con voz y en parte a través de texto sin voz. El jugador avanza a través de una serie de misiones lineales, que se desbloquean gradualmente como mapas que pueden escanearse libremente y reproducirse a medida que se desbloquean. La ruta hacia cada ubicación de la historia en el mapa varía dependiendo del enfoque del jugador individual: cuando se selecciona una opción, la otra se cierra para el jugador. Cuando no realizan misiones, los personajes del jugador descansan en un campamento, donde las unidades se pueden personalizar y se produce el crecimiento del personaje. Además de las principales misiones de la historia, hay misiones secundarias específicas de personaje relacionadas con diferentes miembros del escuadrón. Una vez que se ha completado el juego, se desbloquean episodios adicionales, algunos de ellos con una mayor dificultad que los del resto del juego. También hay elementos de simulación de amor relacionados con las dos principales heroínas del juego, aunque tienen un papel muy secundario.
El sistema de batalla del juego, el sistema BliTZ, está importado directamente de Valkyira Chronicles. Durante las misiones, los jugadores seleccionan cada unidad usando una perspectiva del mapa del campo de batalla de arriba hacia abajo: una vez seleccionado un personaje, el jugador lo mueve en tercera persona por el campo de batalla. Un personaje solo puede actuar una vez por turno, pero a los personajes se les pueden conceder turnos múltiples a expensas de los turnos de otros personajes. Cada personaje tiene un campo y distancia de movimiento limitados por su Action Gauge. Se pueden asignar hasta nueve personajes a una sola misión. Durante el juego, los personajes avisarán si les sucede algo, como que sus puntos de salud (HP) bajen o que sean heridos en ataques de los enemigos. Cada personaje tiene "Potenciales" específicos, habilidades únicas para cada uno. Se dividen en "Potencial personal", que son habilidades innatas que, a menos que la historia indique lo contrario, permanecen inalteradas y pueden ayudar al personaje o ponerle obstáculos; y "Potenciales de combate", que se desarrollan a lo largo del juego y siempre dan ventajas al personaje. Para aprender los Potenciales de combate, cada personaje tiene una única "Tabla maestra", una tabla de habilidades basada en una cuadrícula que se puede utilizar para adquirir y vincular diferentes habilidades. Los personajes también tienen habilidades especiales que les otorgan ventajas temporales en el campo de batalla: Kurt puede activar el "Comando directo" y mover por el campo de batalla hasta dos aliados sin que se agote su indicador de punto de acción. Riela puede cambiar a su "Forma de Valkyria" y convertirse en invencible con un ataque impulsado, mientras que Imca puede apuntar a múltiples unidades enemigas con su arma pesada.
Las tropas se dividen en cinco clases: Scouts, Amortiguadores, Ingenieros, Lanceros y Soldados Armados. Los soldados pueden cambiar de clase cambiando el arma que tienen asignada. Cambiar de clase no afecta demasiado a las estadísticas obtenidas en una clase anterior. Con la victoria en la batalla, se otorgan puntos de experiencia al escuadrón y se distribuyen en cinco atributos diferentes compartidos por todo el escuadrón, una característica que difiere del método de distribución en diferentes tipos de unidades de los primeros juegos.

## Argumento
El juego tiene lugar durante la Segunda Guerra Europea. El Escuadrón 422 del Ejército galiano, también conocido como "Los Sin Nombre", es una unidad militar penal compuesta por criminales, desertores extranjeros y delincuentes militares cuyos nombres reales se borran de los registros y, a partir de entonces, se les hace referencia oficialmente por números. Reciben órdenes de las fuerzas armadas galianas para realizar las misiones más peligrosas que el Ejército regular y la milicia no llevarán a cabo. Aun así, están a la altura de la tarea, como demuestra su lema, Altaha Abilia, que significa "Siempre listos". Los tres personajes principales son el núm. 7 Kurt Irving, un oficial del ejército falsamente acusado de traición que quiere redimirse; núm. 1 Imca, también conocida como "Ace", una Darcsen especialista en armas pesadas que busca vengarse de la Valkyria que destruyó su casa; y la núm. 13 Riela Marcellis, una joven que parece estar gafada y que no sabe que ella misma es una Valkyria. Junto con sus compañeros de escuadrón, los tres tienen la tarea de luchar contra una unidad misteriosa, principalmente la unidad imperial de los Darcsen conocida como "Calamity Raven".
Como “Los Sin Nombre” oficialmente no existen, los escalones superiores del Ejército galiano explotan el concepto de negación plausible para enviarlos a misiones que de otro modo harían que Gallia perdiera su prestigio en la guerra. Aunque a veces esto funciona a su favor, como una incursión exitosa en territorio imperial, otras órdenes causan una gran angustia a ciertos miembros del 422. Uno de esos miembros, Gusurg, se enfurece tanto que abandona su puesto y deserta de las filas de Calamity Raven, unidad seguidora del ideal de independencia de los Darcsen propuesto por su líder, Dahau. Al mismo tiempo, elementos dentro del Comando del Ejército galiano se mueven para eliminar a “Los Sin Nombre” con el fin de proteger sus propios intereses. Acosado por aliados y enemigos, junto con la presencia de un traidor en sus filas, el Escuadrón 422 se mueve desesperadamente para mantenerse con vida mientras que a la vez lucha para ayudar al esfuerzo bélico galiano. Esto continúa hasta que el oficial al mando de “Los Sin Nombre", Ramsey Crowe, que estaba bajo arresto domiciliario, es escoltado a la capital, Randgriz, para que presente pruebas que exoneren a los cansados soldados y que descubran al auténtico traidor, el general galiano que había acusado a Kurt de traición.
En parte debido a estos acontecimientos y en parte debido a las grandes pérdidas personales que sufre Gallia hacia el final de la guerra contra el Imperio, a “Los Sin Nombre” se les ofrece un puesto formal como escuadrón en el Ejército galiano en lugar de servir como una fuerza anónima en la sombra. Sin embargo, esto dura poco tiempo, ya que después de la derrota de Maximiliano, Dahau y Calamity Raven se mueven para activar una antigua superarma valkyria dentro del Imperio mantenida en secreto por su benefactor. Sin el apoyo de Maximiliano o la oportunidad de demostrar su valía en la guerra contra Gallia, esa es la última mejor baza de Dahau para la creación de una nueva nación Darcsen. Como una fuerza galiana armada que invadiera el Imperio justo después del cese del fuego de las dos naciones indudablemente arruinaría la nueva paz, Kurt decide volver a formar su escuadrón “Los Sin Nombre”, y le pide a Crowe que él y todos los que están bajo su mando se listen como muertos en acto de servicio. Ahora, sin deber lealtad a nadie más que a sí mismos, el 422 se enfrenta a Dahau y destruye el arma valkyria. Luego, cada miembro toma caminos separados para comenzar su vida desde cero, y Kurt decide vivir con Riela o con Imca, según la elección del jugador.

## Desarrollo
El trabajo conceptual para Valkyria Chronicles 3 comenzó a principios de 2010, tras la finalización del desarrollo de Valkyria Chronicles 2, y se completó poco después. El director de Valkyria Chronicles 2, Takeshi Ozawa, dirigió también Valkyria Chronicles 3. El trabajo de desarrollo duró aproximadamente un año. Después del lanzamiento de Valkyria Chronicles 2, el personal examinó tanto la respuesta popular al juego como lo que querían hacer a continuación con la serie. Al igual que su predecesor, Valkyria Chronicles 3 se desarrolló para la PlayStation Portable: esto fue debido a que el equipo quería perfeccionar la mecánica creada para Valkyria Chronicles 2, y no se les había ocurrido la “revolucionaria” idea que justificara una nueva entrada en la PlayStation 3. A causa de la popularidad de la plataforma en Japón, el juego se creó pensando específicamente en un público japonés, lo que derivó en unos personajes más fantásticos que los del Valkyria Chronicles original. En una entrevista, declararon que el equipo de desarrollo consideraba a Valkyria Chronicles 3 como la auténtica primera secuela de la serie; mientras que, debido al cambio de plataforma, Valkyria Chronicles 2 había requerido una gran cantidad de prueba y error durante su desarrollo, el tercer juego les dio la oportunidad de enriquecer las mejores partes de Valkyria Chronicles 2 al estar en la misma plataforma. Del trabajo de desarrollo, además del personal de Sega de los juegos anteriores, se encargó Media Visión. El argumento original lo escribió Kazuki Yamanobe, mientras que el guion fue escrito por Hiroyuki Fujii, Koichi Majima, Kishiko Miyagi, Seiki Nagakawa y Takayuki Shouji. La historia era más oscura y sombría que la de su predecesor.
Se utilizó la mayor parte del material creado para juegos anteriores, como el sistema BLiTZ y el diseño de mapas. Además de esto, se hicieron mejoras en los gráficos del juego y se ampliaron algunos elementos, como los diseños de los mapas, la estructura de la misión y el número de unidades jugables por misión. Una parte de esta actualización implicó la creación de modelos poligonales únicos para el cuerpo de cada personaje. Para lograrlo, se eliminaron los elementos cooperativos incorporados en el segundo juego, ya que ocupaban una gran parte del espacio de memoria necesario para las mejoras. También se ajustaron la configuración de dificultad y la facilidad de juego para poder atraer a nuevos jugadores y se conservaron los componentes esenciales del juego de la serie. Al principio del desarrollo se decidieron los sistemas más nuevos. Los diseños de personajes los realizó Raita Honjou, que había trabajado en los anteriores juegos de Valkyria Chronicles. Al crear el escuadrón de “Los Sin Nombre”, Honjou se enfrentó al mismo problema que había tenido durante el primer juego: los uniformes militares básicamente eliminaban la individualidad de los personajes, mientras que necesitaba crear personajes únicos que el jugador pudiera identificar mientras mantenía el sentido de la realidad dentro del mundo de las Valkyria Chronicles. El color principal de “Los Sin Nombre” era el negro. Al igual que con los anteriores juegos de Valkyria, Valkyria Chronicles 3 utilizó el motor gráfico CANVAS. La apertura de anime fue producida por Production I.G.

### Música

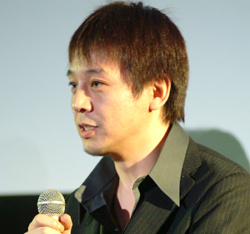
El compositor de la música de la serie, Hitoshi Sakimoto.

El compositor de la música fue Hitoshi Sakimoto, que también había trabajado en los anteriores juegos de Valkyria Chronicles. La primera vez que tuvo conocimiento del proyecto, pensó en un tono ligero, similar a otros juegos de Valkyria Chronicles, pero descubrió que los temas eran mucho más oscuros de lo esperado. Uno de los primeros temas que compuso en torno a su visión original del proyecto fue rechazado. Durante la producción musical, rehízo el tema principal unas siete veces debido a la necesidad de revaluar el juego. El tema principal se grabó inicialmente con una orquesta. Luego, Sakimoto suprimió instrumentos como la guitarra y el bajo; posteriormente, ajustó el tema mediante un sintetizador antes de rehacer segmentos por sí mismos, como la pieza de guitarra, antes de incorporarlos al tema. El tema principal rechazado se utilizó como melodía esperanzadora que sonaba al final del juego. Los temas de batalla se compusieron en torno al concepto de una "batalla moderna" separada del argumento de fantasía mediante el uso de instrumentos musicales modernos, construidos para crear un sentido de atonalidad. Como Sakimoto estaba más acostumbrado a trabajar con música sintetizada, sintió que necesitaba incorporar instrumentos en vivo como la orquesta y la guitarra. Mitsuhiro Ohta tocó la guitarra y también arregló varios de los temas posteriores. La canción de apertura del juego, "If you wish for..." (Mahimo Kimi ga Negauno Nara), la interpretó la cantante japonesa May'n. La canción explicaba la razón por la que los soldados luchaban, especialmente por su deseo de proteger lo que era valioso para ellos en lugar de por un sentido de responsabilidad o deber. La letra la escribió Seiko Fujibayashi, que había trabajado con May´n en sencillos anteriores.

### Lanzamiento
En septiembre de 2010, Sega dio a conocer una web teaser, lo que apuntaba a un nuevo juego de Valkyria Chronicles. En su edición de septiembre, Famitsu anunció que Valkyria Chronicles 3 llegaría a la PlayStation Portable. Su primera aparición pública fue en la Tokyo Game Show (TGS) de 2010, donde se puso una demo a disposición de los periodistas y los asistentes. Durante la publicidad, los detalles de la historia fueron escasamente divulgados para no aguar demasiado la fiesta a los jugadores potenciales y porque, además, algunos de los contenidos todavía estaban en fase de cambio en el momento de su difusión. En enero de 2011, comenzó el lanzamiento de una novela episódica ilustrada en Flash escrita por Fujii para promocionar el juego y describir la historia que lleva a los eventos del juego. El lanzamiento del juego fue el 27 de enero de 2011. En una entrevista, el equipo de desarrollo afirmó que el juego tenía capacidad para contenido descargable (DLC), pero que no se había finalizado ningún proyecto. Entre febrero y abril de 2011, se publicaron múltiples mapas DLC, con misiones adicionales y personajes para reclutar. El 23 de noviembre de 2011, se lanzó una edición ampliada del juego: la Edición especial Valkyria Chronicles 3. La edición especial del juego, empacada y vendida a un precio más bajo que el original, incluía siete episodios adicionales: tres nuevos, tres elegidos por el personal del DLC del juego y uno de regalo, disponible bajo pedido. Quienes también tenían el juego original podían transferir los datos guardados entre las versiones.
A diferencia de sus dos predecesores, Valkyria Chronicles 3 no se lanzó en la costa oeste de EE. UU. Según Sega, esto fue debido a las malas ventas de Valkyria Chronicles 2 y a la impopularidad general de la PSP en esa parte del país. En febrero de 2012 se empezó a desarrollar un parche de traducción no oficial de los fans: los jugadores que disponían de una copia de Valkyria Chronicles 3 podían descargar y aplicar el parche, que traducía el texto del juego al inglés. El parche, compatible con la edición especial, se lanzó en enero de 2014.

## Recepción
El día de su lanzamiento en Japón, Valkyria Chronicles 3 ocupó la primera posición tanto en plataformas en exclusiva como en las listas de ventas de multiplataformas. A principios de febrero, se vendieron 102 779 unidades del juego, que se colocó en el segundo lugar por detrás de The Last Story para la Wii. A finales de año, se habían vendido algo más de 152 500 unidades del juego.
A Famitsu le encantó la historia y quedó especialmente satisfecha con las mejoras del juego. El sitio de juegos japonés Game Watch Impress, a pesar de señalar negativamente el ritmo y los elementos reciclados de juegos anteriores, en general fue positivo respecto a la historia y los personajes, y encontró el juego entretenido a pesar de los desalentadores picos de dificultad. El escritor de 4Gamer.net Naohiko Misuosame, en un artículo de "Play Test" basado en la demo del juego en la PSN, manifestó que sentía que Valkyria Chronicles 3 proporcionaba una "profunda sensación de cierre" a la serie Valkyria Chronicles. Elogió su jugabilidad a pesar de las molestas limitaciones en aspectos como las habilidades especiales, y señaló positivamente su giro en la historia hacia un tono semejante al del primer juego.
La revista oficial de PlayStation en Reino Unido elogió que borraran los valores morales de Gallia, el estilo artístico y la mayoría de los puntos sobre su jugabilidad, señalando esto último de manera positiva tanto por su calidad continua como por los ajustes de equilibrio y contenido. Su principal crítica fueron los múltiples picos de dificultad, algo que había afectado a los juegos anteriores. Heath Hindman, del sitio web de juegos PlayStation Lifestyle, alabó la adición de elementos no lineales y las mejoras y supresiones del mecanismo de Valkyria Chronicles 2, además de ensalzar la vuelta al estilo de juego de los juegos anteriores. También destacó el tono serio de la historia. Los puntos que se criticaron en la reseña fueron los elementos reciclados, la incomodidad de las escenas cortas fuera del juego que parecían incluir a todos los personajes en una escena sin ninguna justificación, los problemas de ritmo y problemas ocasionales con la IA del juego.
En una vista previa de la demo de TGS, Ryan Geddes de IGN se mostró entusiasmado por el destino del juego después de completar la demo, además de disfrutar de las imágenes mejoradas que superaban a las de Valkyria Chronicles 2. Richard Eisenbeis de Kotaku fue muy positivo sobre el juego y describió la historia como un retorno a la forma después de Valkyria Chronicles 2, así como su jugabilidad como la mejor de la serie. Sus principales críticas fueron la duración y la repetición de juego, además de expresar su pesar por no estar localizado.

## Legado
Kurt, Riela e Imca aparecieron en el crossover Project X Zone de la Nintendo 3DS en representación de la serie Valkyria. Media Vision volvería a la serie para desarrollar Valkyria Revolution, de nuevo con Ozawa como director. Revolution es un videojuego de rol para la PlayStation 4 y la Xbox One que constituye el comienzo de una nueva serie dentro de la franquicia Valkyria.

### Adaptaciones
Al igual que sus predecesores, Valkyria Chronicles 3 tuvo varias adaptaciones y series derivadas. El mismo año que el juego, A-1 Pictures desarrolló y lanzó una serie de animación de dos episodios originalmente para vídeo titulada Senjō no Valkyria 3: Taga Tame no Jūsō. Se escribieron dos adaptaciones para manga, en las que se seguía a cada una de las principales protagonistas del juego, Imca y Riela: una, ilustrada por Naoyuki Fujisawa y publicada en dos volúmenes por Kadokawa Shoten en 2012; la otra, ilustrada por Mizuki Tsuge y publicada en un solo volumen, también por Kadokawa Shoten, en 2012.